# 주계열

헤르츠스프룽-러셀 도표. 도표의 두 축은 각각 별의 절대 등급 및 색지수이다. 그림에서 주계열은 좌상단에서 우하단으로 걸쳐 있는 띠이다.

주계열(主系列, 영어: main sequence)은 천문학에서 항성의 색등급도상에 나타나는 연속적이며 독특한 별의 띠를 말한다. 주계열은 색등급도에서 오른쪽 아래에서 왼쪽 위를 크게 가로지르며, 주계열 위에 위치한 별을 주계열성(主系列星, main sequence star) 또는 왜성(矮星, dwarf star)이라고 부른다. 주계열은 대부분 항성의 일생에서 가장 긴 시간을 차지하는 진화 단계이며, 주계열성은 수소 핵융합으로 헬륨과 에너지를 만들어낸다. 인간으로 치면 청장년기에 해당한다.
항성은 탄생과 함께 중심부에서 수소를 태워 핵융합 작용을 일으켜 헬륨으로 치환하기 시작한다. 이 핵융합이 진행되는 동안 항성은 주계열에 머무르게 되며, 주계열 안에서의 위치는 항성의 초기질량에 의해 주로 결정되고, 화학적 조성비도 약간의 영향을 미친다. 모든 주계열성은 중심핵의 핵융합으로 인한 열압력(바깥쪽으로의 힘)과 자체 질량으로 인한 중력(안쪽으로 향하는 힘)의 크기가 균형을 이루는 정역학적 평형 상태에 있다. 중심핵에서 생성된 에너지는 표면으로 올라와 광구에서 복사의 형태로 방출된다. 중심핵에서 표면까지 에너지가 전달되는 방식은 복사일 수도 있고 대류일 수도 있는데, 보통 대류는 온도 기울기가 가파른 곳, 또는 불투명도가 큰 곳, 둘 다 해당되는 곳에서 일어난다.
주계열은 상위 부분과 하위 부분으로 나뉘는데, 이는 주계열성이 에너지를 형성하는 주된 과정의 차이에 따른 구분이다. 질량 1.5 M☉ 이하의 별들은 양성자-양성자 연쇄 반응을 주로 사용해 핵융합을 하고, 이 별들이 하위 부분에 해당한다. 질량이 그보다 큰 상위 부분의 주계열에서는 주로 탄소, 질소, 산소를 촉매로 사용해 핵융합을 하는 CNO 순환으로 핵융합을 한다. 1.5 M☉ 이상의 주계열성들은 중심핵에서 대류가 일어나(대류핵) 헬륨이 위쪽으로 끌려 올라간다. 1.5 M☉ 이하에서는 중심핵 주위에서는 복사만 일어나고 표면 근처에서만 대류가 일어난다. 별의 질량이 줄어들수록 별의 외피층의 부피에서 대류층이 차지하는 비율이 커지고, 0.4 M☉ 이하의 주계열성들은 별의 부피 전체에서 대류가 일어난다. 중심핵에서 대류가 일어나지 않는 주계열성의 경우, 헬륨이 풍부한 핵 주위로 수소의 껍질이 형성된다.
대체로 항성의 질량이 클수록 주계열에 머무르는 기간이 짧아진다. 핵의 수소가 모두 연소된 뒤 별은 진화하여 주계열을 벗어난다. 그 뒤 별이 어떻게 진화하는지는 질량에 따라 결정된다. 0.26 M☉ 이하의 항성들은 바로 백색왜성이 되고, 0.26 M☉ ~ 8 M☉의 항성들은 적색 거성을 거쳐 백색왜성이 된다. 그보다 질량이 큰 별들은 초신성 폭발을 일으킨 후 별의 질량에 따라서 중성자별 혹은 블랙홀을 형성한다.

## 주계열 연구의 역사

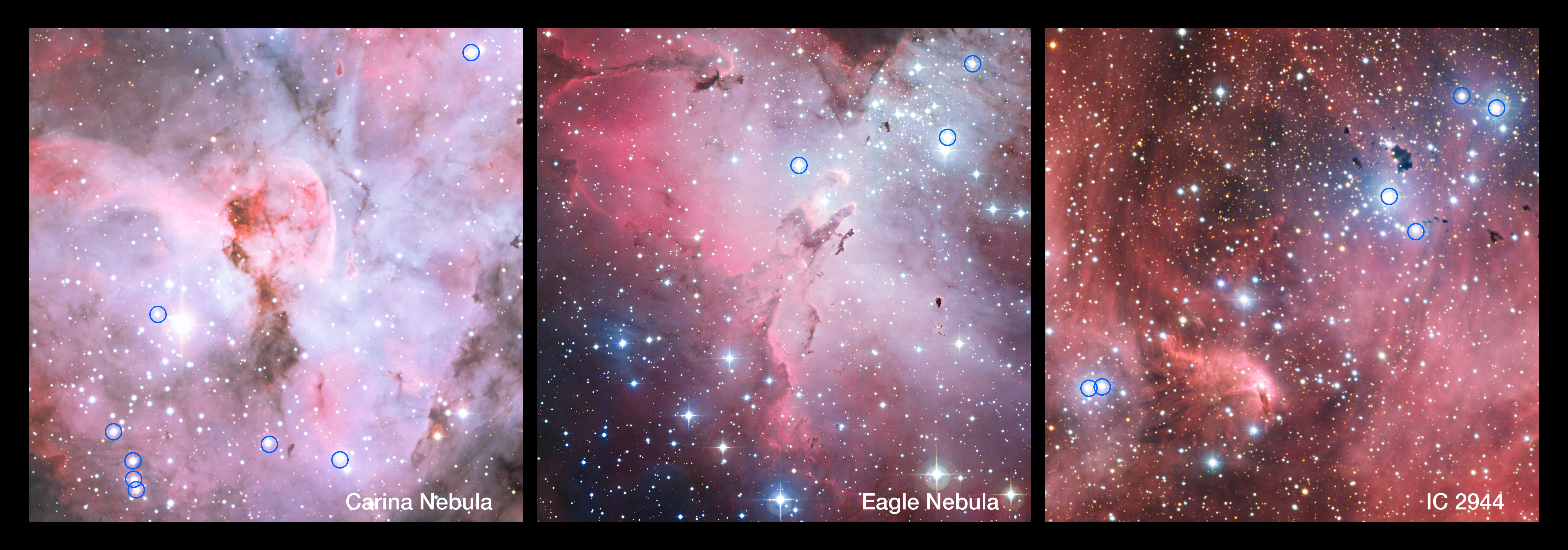
항성형성영역 안의 뜨거운 O형 주계열성들. 이 영역들은 모두 뜨거운 젊은 별들을 품고 있으며, 그 중에는 분광형 O형 별들도 있다.

20세기 초, 항성의 거리 및 유형에 대한 정보가 보다 풍부해졌다. 별들의 스펙트럼은 여러 구분되는 특징들을 보여주었으며, 이에 따라 항성을 분류하게 되었다. 하버드 대학교 천문대의 애니 점프 캐넌과 에드워드 찰스 피커링은 현재 하버드 분류법이라고 불리는 분류법을 개발해 1901년 《하버드 연감》에 게재했다.
1906년, 덴마크 천문학자 아이나르 헤르츠스프룽은 포츠담에서 가장 붉은 별들(하버드 분류법에서 K형, M형에 해당하는)을 두 가지로 나눌 수 있다는 것을 발견했다. 한 무리는 태양보다 훨씬 밝았고, 또다른 한 무리는 태양보다 훨씬 어두웠다. 이 두 무리를 구분하기 위해 헤르츠스프룽은 "거성"과 "왜성"이라는 용어를 고안했다. 이듬해 헤르츠스프룽은 성단 연구를 시작했다. 성단은 많은 양의 별들이 한데 모여있기에 지구에서 그 별들까지의 거리가 근사적으로 같다고 상정할 수 있다. 그는 별의 색과 광도 사이의 관계를 그래프로 그렸고, 그 결과 하나의 연속적인 집합 형태가 매우 두드러지게 나타났다. 헤르츠스프룽은 이 형태를 "주계열"이라고 명명했다.
헤르츠스프룽이 관측한 붉은 별들 중, 왜성들은 러셀이 발견한 분광형-광도 관계를 따랐다. 하지만 거성들은 왜성들보다 훨씬 밝았기에 같은 관계를 따르지 않았다. 러셀은 “거성들은 밀도가 낮거나 표면밝기가 클 것이고, 왜성들은 그 반대일 것”이라는 추측을 제기했다.
1933년, 벤그트 스트룀그렌이 광도-분광형 도표를 "헤르츠스프룽-러셀도표"라고 부르자고 제안했다. 이 용어는 이 기법을 헤르츠스프룽과 러셀이 동시에 발전시켰음을 반영하는 것이다.
1930년대에는 항성의 진화에 관한 모형이 개발되었다. 균일한 화학적 조성을 갖는 항성들에서, 항성의 질량과 광도 및 반경 사이에 상관관계가 존재한다는 것이 밝혀졌다. 즉 항성의 조성과 질량이 주어지면, 그 항성의 반경과 광도는 하나로 결정된다는 것이다. 이것을 하인리히 보그트와 헨리 노리스 러셀의 이름을 따서 보그트-러셀 정리라고 한다. 이 정리에 따라 항성의 화학적 조성과 주계열에서의 위치를 알면 항성의 질량과 반경을 알아낼 수 있다(다만 조성이 불균일한 별들에 대해서는 이 정리가 성립하지 않음이 이후에 밝혀진다).
1943년 W. W. 모건과 P. C. 키넌이 항성분류법을 개정하였고, 이걸 모건과 키넌의 이름을 따서 모건-키넌 분류, 또는 MK 분류라고 한다. MK 분류는 항성 각각에게 분광형(하버드 분류법에 기초한) 및 광도등급을 배정했다. 하버드 분류법은 수소선의 세기에 따라 별들에게 서로 다른 글자들을 배정했는데(그때는 아직 스펙트럼과 온도 사이의 관계가 밝혀지기 전이었다), 항성의 온도에 따른 정렬을 한 뒤 중복되는 것들을 제거하고 나자 푸른색에서 붉은색으로, 즉 파장이 짧은 순서로 O, B, A, F, G, K, M이라는 분광형들이 정립되었다. 광도등급은 광도가 큰 것을 I로 시작해서 어두워지는 순으로 V까지 분류했다. 주계열 위의 항성들은 광도등급 V에 해당한다.

## 주계열성의 탄생
성간매질의 기체와 먼지로 이루어진 거대분자운이 진즈 불안정성에 의해 붕괴되면 원시별이 형성된다. 원시별의 초기 조성은 수소 70%, 헬륨 28%, 나머지 그외 원소들로 대체로 균질하다. 항성의 초기질량은 분자운 속에서 원시별 주위의 환경에 의해 결정된다. 새로 형성된 항성의 질량 분포는 초기질량함수에 의해 경험적으로 기술된다. 이 최초의 질량붕괴에서 전주계열성이 중력 수축으로 에너지를 형성한다. 수축이 계속되어 적절한 밀도에 도달하면, 중심부에서 수소를 헬륨으로 전환하는 발열성 핵융합 작용을 통한 에너지 생성이 시작된다.
수소 핵융합이 지배적인 에너지 생성과정이 되고, 중력수축으로 인한 초과 에너지가 사라지면, 항성은 헤르츠스프룽-러셀도표(HR도표)에서 "표준 주계열"이라고 하는 곡선 위에 위치하게 된다. 천문학자들은 이 단계를 "영년주계열"(zero age main sequence; ZAMS)이라고 부르기도 한다. ZAMS 곡선은 항성이 수소 핵융합을 시작하는 지점의 성질에 대한 컴퓨터 모델을 사용해 계산할 수 있다. 이 지점부터 항성의 밝기와 표면온도는 나이를 먹음에 따라 점차 증가한다.
항성은 주계열의 처음 위치에 머물러 있다가, 유의미한 양의 수소가 중심핵에서 소모되면 광도가 크게 진화하기 시작한다. HR도표상에서는 주계열의 오른쪽 위로 움직인다는 것이다. 즉 주계열은 항성의 전체 수명에서 수소를 태우는 단계를 대표한다.

## 주계열의 성질
색등급도상의 항성 대다수는 주계열 곡선을 따라 분포한다. 이 곡선이 이렇게 선명하게 나타나는 것은, 중심핵에서 수소를 태우는 동안 항성의 분광형과 광도가 모두 항성의 질량에 의해 결정(적어도 0번째 근삿값에 따라)되기 때문이다. 거의 모든 항성들이 수명 중 "활동적인" 기간을 이 시기에 보낸다.
항성의 온도는 광구의 플라스마의 물리적 성질에 영향을 미쳐 분광형을 결정한다. 파장에 대한 함수로 나타나는 항성의 에너지 방출은 온도와 화학조성 모두에 영향을 받는다. 이 에너지 분포에 대한 주요 지표는 색지수 {\displaystyle B-V}이다. 이것은 청색 대역({\displaystyle B})과 황록색 대역({\displaystyle V})에서 각각 측정한 별의 실시등급의 차이이다. 이 등급의 차이는 항성의 온도에 대한 정보를 제공한다.

## 왜성
주계열성을 "왜성"이라고 부르기도 하지만, 이 용어는 과학적이라기보다 다소 역사적인 용어이며, 혼란을 일으킬 소지가 있다. 온도가 낮은 주계열성, 즉 적색왜성, 주황색왜성, 황색왜성들은 확실히 같은 색의 다른 별(적색거성, 황색거성)들보다 크기가 작고 덜 밝다. 하지만 온도가 높은 청색 및 백색 별들의 경우, 주계열 위에 있는 소위 "왜성"들과 주계열을 벗어난 소위 "거성"들의 크기 및 밝기 차이가 그렇게 크지 않다. 그런 별들의 경우 스펙트럼선을 살펴 주계열에 있는지 아닌지를 보아 "왜성" 또는 "거성"을 구분한다. 하지만 그래도 청색 "왜성"들은 같은 색(즉 같은 온도)의 "거성"들과 크기 및 온도가 거의 같다는 점은 변함이 없다.
주계열성을 가리키는 말로 "왜성"이라는 용어를 사용하는 것은 또 다른 방향으로 혼란을 일으킬 수 있는데, 주계열성이 아닌 왜성들이 존재하기 때문이다. 예컨대 죽은 별의 찌꺼기인 백색왜성은 주계열성보다 훨씬 작아 크기가 대략 지구 정도이다.

## 항성 매개변수
항성을 이상적 에너지 복사체인 흑체로 가정하면, 광도 {\displaystyle L}과 반경 {\displaystyle R}, 유효온도 {\displaystyle T_{\rm {eff}}}사이에 슈테판-볼츠만 법칙이 성립한다.
{\displaystyle L=4\pi \sigma R^{2}{T_{\rm {eff}}}^{4}}
이때 {\displaystyle \sigma }는 슈테판-볼츠만 상수이다. HR도표상에서 별의 위치를 보면 광도를 알 수 있으므로, 이 법칙을 사용해 반경을 계산할 수 있다.
항성의 질량, 반경, 광도는 상호 연관되어 있으며, 각각의 값은 다음의 세 법칙을 통해 대략적으로 알아낼 수 있다.
1. 슈테판-볼츠만 법칙: 상술한 광도 {\displaystyle L}과 반경 {\displaystyle R}, 표면온도 {\displaystyle T_{\rm {eff}}}사이의 관계.
2. 질량-광도 관계: {\displaystyle L\propto M^{3.5}}[22]
3. 질량-반경 관계: {\displaystyle R\propto M^{0.7}}(상위 주계열), {\displaystyle R\propto M^{0.9}}(하위 주계열)[23]

아래 표는 주계열성에 속하는 항성들의 전형적인 물리적 수치를 싣고 있다. 광도 (L), 반지름 (R), 질량 (M)은 태양의 수치를 1로 기준한 값이다. 다만, 실제 수치는 아래 기재된 값과 20~30퍼센트 정도 차이가 있을 수 있다. 각 셀의 색은 항성 광구의 색을 근사하게 표현한 것으로, 이는 유효 온도의 함수 중 하나이다.
| 항성 분류 | 반지름   | 질량     | 밝기     | 온도   | 예                          |
| --------- | -------- | -------- | -------- | ------ | --------------------------- |
| 항성 분류 | R/R☉     | M/M☉     | L/L☉     | K      | 예                          |
| O3        | 15       | 65       | 700,000  | 50,000 | HD 150136 A                 |
| O6        | 9        | 45       | 300,000  | 41,000 | 오리온자리 세타1 C          |
| B0        | 7        | 10       | 20,000   | 26,000 | 오리온자리 피               |
| B5        | 3.8      | 4.5      | 800      | 15,400 | 안드로메다자리 파이 A       |
| A0        | 1.7      | 2.1      | 30       | 9,500  | 북쪽왕관자리 알파 A         |
| A5        | 1.6      | 1.7      | 15       | 8,320  | 화가자리 베타               |
| F0        | 1.3      | 1.45     | 5        | 7,200  | 처녀자리 감마               |
| F5        | 1.15     | 1.2      | 2.5      | 6,430  | 양자리 에타                 |
| G0        | 1.05     | 1.03     | 1.26     | 6,000  | 머리털자리 베타             |
| G2        | 1.00[26] | 1.00[26] | 1.00[26] | 5,860  | 태양, 센타우루스자리 알파 A |
| G5        | 0.93     | 0.92     | 0.85     | 5,770  | 테이블산자리 알파           |
| G8        | 0.88     | 0.81     | 0.69     | 5,440  | 고래자리 타우               |
| K0        | 0.85     | 0.77     | 0.40     | 5,250  | 뱀주인자리 70 A             |
| K5        | 0.74     | 0.63     | 0.15     | 4,350  | 백조자리 61 A               |
| M0        | 0.63     | 0.45     | 0.063    | 3,810  | 글리제 185                  |
| M5        | 0.25     | 0.17     | 0.0079   | 3,120  | 물병자리 EZ A               |
| M9        | 0.15     | 0.09     | 0.0030   | 2,560  | LP 944-020                  |
| L7        | 0.1      | 0.06     | 0.0008   | 1,900  | DEN 1048-0024               |
| T1        | 0.07     | 0.035    | 0.0005   | 1,450  | 인디언자리 EPS Ba           |
| T6        | 0.03     | 0.02     | 0.0003   | 970    | 2MASS 0415-0935             |
| T10       | 0.01     | 0.01     | 0.00005  | 580    | CFBDSIR 1458+10             |

## 에너지 생산
모든 주계열성에는 핵융합 반응이 일어나는 중심핵이 있다. 이런 중심핵의 온도와 밀도는 항성의 나머지 부위를 지탱할 수 있게 해 주는 에너지 생산 과정이 지속될 수 있을 수준으로 유지된다. 에너지 생산량이 줄어들면 중심핵은 압축되고 핵융합 반응 속도는 빨라져서 온도와 압력이 상승한다. 마찬가지로 에너지 생산량이 늘어나면 항성은 팽창하게 되며 중심핵에 가해지는 압력은 줄어든다. 항성은 이와 같이 주계열 상태에 머무를 동안 정역학적 평형 상태를 유지한다.

이 그래프에는 서로 다른 온도상에서 양성자-양성자 연쇄 반응, CNO 순환, 삼중 알파 과정이 각각 방출하는 에너지의 양이 나타나 있다. 태양의 경우 양성자-양성자 연쇄 반응이 가장 효율적인 에너지 생산 방법이다.

천문학자들은 주계열을 상위와 하위 부분으로 나누는데, 그 기준은 중심핵에서의 핵융합 방법의 차이이다. 상위 부분에 해당되는 항성은 중심부에서 수소를 태워 헬륨으로 만들 때 CNO 순환을 사용할 정도로 충분한 질량을 지니고 있다. CNO 순환에서 탄소, 질소, 산소 원자는 융합 과정에서 중간 단계물로 사용된다. 하위 부분의 항성은 중심부에서 CNO 순환 대신 양성자-양성자 연쇄를 일으키는데, 수소를 여러 단계에 걸쳐 직접 융합하여 헬륨으로 바꾼다.
중심핵 온도가 1800만 켈빈에 이르면 CNO 순환과 양성자-양성자 연쇄 모두 효율적인 융합 방법이 된다. 이 정도 온도가 생성될 수 있는 항성의 덩치는 태양질량의 약 1.5배이다. 따라서 상위와 하위로 나뉘는 경계선은 1.5 M☉이 된다. 거칠게 나누면 분광형 F형 및 그보다 차가운 별들이 하위 주계열성이고, 분광형 A형 및 그보다 뜨거운 별들이 상위 주계열성이다. 태양(1 M☉)의 경우 CNO 순환으로 생성되는 에너지는 전체의 1.5%에 불과하다. 반면 1.8 M☉ 이상의 별들은 에너지의 거의 전체를 CNO 순환으로 생성한다.
주계열성의 질량 상한은 100 ~ 200 M☉이다. 이 한계의 이론적 설명은, 이보다 질량이 큰 별들은 안정을 유지할 수 있을 정도로 빨리 에너지를 복사하지 못하고, 그 결과 안정한 한계에 도달할 때까지 넘치는 질량이 맥동의 형태로 방출된다는 것이다. 한편 하한은 0.08 M☉로, 이보다 질량이 작으면 양성자-양성자 연쇄 반응이 일어날 수 없다. 그래서 핵융합을 하지 못하는 준항성체들을 갈색왜성이라고 한다.

## 주계열성의 내부 구조

태양과 비슷한 항성의 내부 구조.

중심핵과 표면(다시 말하면 광구)의 온도 차가 있기 때문에 에너지는 중심부에서 생산된 뒤 바깥쪽으로 흘러나간다. 에너지가 흘러나가는 방식에는 크게 복사와 대류 두 가지가 있다. 복사층에서는 에너지가 복사를 통해 전달되며, 대류층에 비해 상대적으로 안정되어 있으며 플라즈마가 섞이는 일은 거의 없다. 반대로 대류층에서 에너지는 플라즈마 덩어리가 뭉쳐서 에너지가 전달되며, 뜨거운 물질은 상승하고 차가운 물질은 가라앉는다. 대류는 복사보다 에너지를 전달하는 데 보다 효율적인 방법이기는 하나, 온도 그래디언트가 가파를 경우에만 발생한다.
질량이 큰 별에서 CNO 순환에 따른 에너지 생산 빈도는 온도에 매우 민감하기 때문에 융합 작용은 중심핵 부위에 대부분 쏠려 있다. 따라서 중심부에는 높은 온도 그래디언트가 형성되며, 이로 인해 대류 작용이 중심핵 부위에서 우세하게 된다. 핵 부위에서 물질이 섞임으로 말미암아 중심핵 부분의 수소 연소 지대에서 헬륨은 제거되며, 주계열 단계 동안 더 많은 양의 수소가 태워질 수 있도록 만든다. 질량이 큰 별의 바깥쪽 부분은 에너지를 복사를 통해 전달하며, 대류 작용은 거의 없거나 아예 없다.
중간 정도 질량의 별에서 시리우스나 포말하우트 같은 A 분광형의 항성은 에너지를 복사 작용에 의해서만 전달한다. 태양처럼 중간 정도 질량 또는 질량이 작은 별들은 대류층에 비해 안정된 중심핵이 있으며, 대류층은 표면 근처에 존재한다. 대류층은 외부층을 잘 섞지만 항성 내부에 있는 수소를 소비하는 데는 그다지 효율적이지 못하다. 이로 인해 수소가 풍부한 외부층에 둘러싸인 헬륨이 풍부한 중심핵 지대가 형성된다. 반대로 차갑고 질량이 작은 적색 왜성과 같은 별들은 내부 전체가 대류층으로 이루어져 있다. 따라서 중심핵에서 생산된 헬륨은 항성 내부 전체에 대류 작용을 통해 골고루 섞여서 내부가 균일한 상태로 유지될 수 있게 하며, 별은 오랫동안 주계열 상태를 유지하게 된다.

## 광도-색 변화
융합 작용을 하지 않는 헬륨의 재가 항성의 중심부에 쌓일수록, 항성 질량에 대비하여 점차 줄어드는 수소의 양 때문에 핵융합 작용의 빈도가 줄어들게 된다. 이를 보완하기 위해 핵의 온도와 압력은 서서히 증가하며, 이는 전반적인 항성의 융합 작용 빈도를 증가시킨다(항성 내부에서 더 커져 가는 밀도를 감당하기 위해). 이로 인해 항성은 시간이 지나면서 밝기와 반지름이 점차 커지게 된다. 예를 들면 태양이 처음 태어났을 때의 밝기는 지금의 70퍼센트 수준에 불과했다. 항성이 나이를 먹으면서 이렇게 광도가 증가한 결과, HR도표 상에서 위치가 변하게 된다. 그래서 주계열은 하나의 선이 아니라 다소 넓은 띠의 형태로 나타난다. 관측된 항성들이 진화의 각 단계에 무작위적으로 분포하기 때문이다.
HR도표 상에서 주계열이 넒은 띠로 나타나는 다른 이유로는 항성까지의 거리의 불확실성과 분해되지 않은 쌍성이 존재해 별의 성질에 영향을 미쳤을 가능성 등이 있다. 하지만 완벽한 관측을 수행해도 주계열은 퍼진 띠로 나타날 것이다. 왜냐하면 항성의 질량은 색과 광도를 결정하는 유일한 변수가 아니기 때문이다. 몇 가지 예를 들어보면, 별의 화학적 조성, 진화 상태, 쌍성일 경우 동반성과의 상호작용, 빠른 자전, 자기장 등이 작용해 주계열성의 HR도표상 위치를 근소하게 변화시킬 수 있다. 예컨대 주계열 바로 아래에 위치한 준왜성들이 있는데, 얘들은 주계열성과 마찬가지로 중심핵에서 수소 핵융합을 하지만 금속이 빈곤하기 때문에 주계열성보다 광도가 떨어진다.
HR도표상에서 거의 수직한 모양을 나타내는 불안정띠라는 구역이 있다. 이 구역에는 세페이드 변광성이라고 알려진 맥동변광성들이 위치해 있다. 이 항성들은 일정한 주기를 갖고 등급이 변한다. 불안정띠는 주계열의 A형 및 F형(질량 1 ~ 2 M☉)과 교차한다. 주계열과 교차하는 이 부분의 맥동변광성을 방패자리 델타형 변광성이라고 부른다. 이 위치의 주계열성들은 등급 변화가 매우 작고, 그래서 그 차이를 감지하기 어렵다. 불안정한 주계열성, 예컨대 세페우스자리 베타형 변광성 같은 것들은 이 불안정띠와는 상관관계가 없다.

## 수명
항성이 수소 핵융합을 통해 생성할 수 있는 에너지의 총량은 중심핵에서 소모되는 수소의 양에 의해 제한된다. 별이 평형을 유지하려면, 핵에서 생성되는 에너지의 양은 표면에서 방출되는 에너지의 양과 같아야 한다. 광도는 단위시간당 방출되는 에너지의 양으로 정의되므로, 별의 수명은 총 에너지를 광도롤 나누면 대충 구할 수 있다.
질량 0.5 M☉ 이상의 별들은 중심핵의 수소가 소진되면 팽창해 적색거성이 되고, 그 이후 헬륨 핵융합을 해서 탄소를 형성한다. 헬륨 핵융합으로 인해 생성되는 단위질량당 에너지는 수소 핵융합으로 인해 생성되는 그것의 10분의 1 정도에 불과한데, 별이 팽창함에 따라 별의 광도는 증가한다. 즉 헬륨 핵융합 단계는 주계열 단계와 비교해 그 기간이 훨씬 짧다(예컨대 태양의 수소 핵융합 시간은 120억 년 정도이고, 헬륨 핵융합 시간은 1억 3천만 년 정도이다). 즉 지금까지 발견된 질량 0.5 M☉ 이상인 별들의 90%는 주계열 위에 위치하고 있다. 평균적으로, 주계열성들은 경험적인 질량-광도 관계를 따르는데, 광도 {\displaystyle L}은 총질량 {\displaystyle M} 사이에 {\displaystyle L\ \propto \ M^{3.5}}의 멱법칙을 갖는다. 이 관계는 질량 0.1 ~ 50 M☉의 주계열성들에 대하여 성립한다.
핵융합을 할 수 있는 수소 연료의 양은 항성의 총질량에 비례할 것이다. 고로 항성이 주계열 위에 머무르는 시간(또는 수명)은 이것을 태양의 진화 모형과 비교함으로써 추산할 수 있다. 태양이 주계열에 머무르는 시간은 대략 1010 년이므로,
{\displaystyle \tau _{\rm {MS}}\ \approx \ 10^{10}{\text{years}}\cdot \left[{\frac {M}{M_{\bigodot }}}\right]\cdot \left[{\frac {L_{\bigodot }}{L}}\right]\ =\ 10^{10}{\text{years}}\cdot \left[{\frac {M}{M_{\bigodot }}}\right]^{-2.5}}
가 성립한다. 이때 {\displaystyle M}과 {\displaystyle L}은 수명을 구하려는 별의 질량과 광도이고, M☉과 {\displaystyle L_{\odot }}은 태양의 질량과 광도, {\displaystyle \tau _{\rm {MS}}}는 별의 주계열 수명이다.
질량이 큰 별은 연료로 태울 수 있는 수소도 많아서 더 오래갈 것 같지만, 질량이 증가함에 따라 방출하는 에너지(즉 광도)가 더 커지기 때문에 질량이 클수록 수명은 오히려 줄어든다. 가장 질량이 큰 별들은 주계열에 불과 수백만 년 밖에 머물러있지 못하는 데 비해, 질량이 태양의 10분의 1 정도인 별은 1조 년 이상 주계열에 머물러 있을 수 있다.

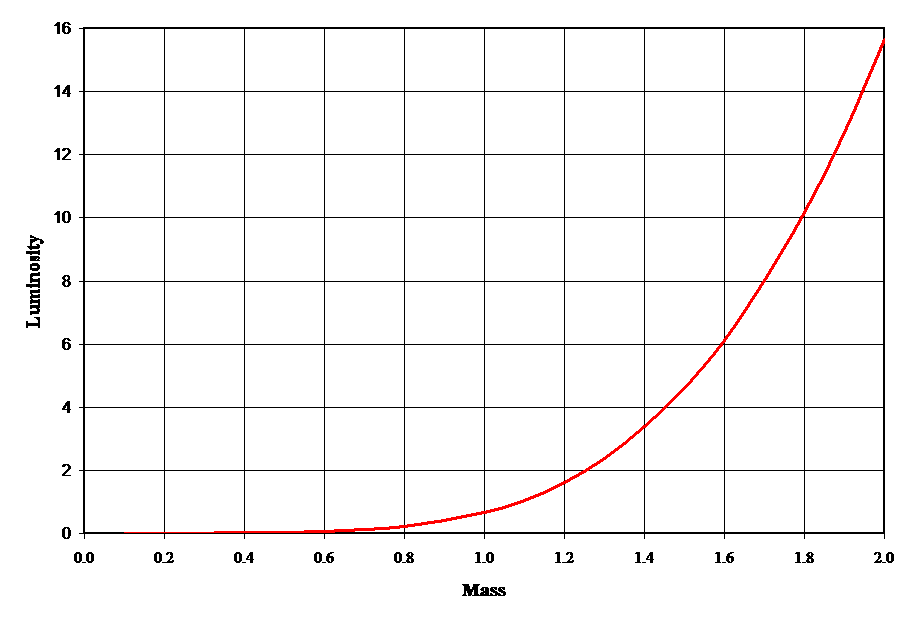
이 그래프는 영년주계열성에 대하여 질량-광도 관계를 플롯한 것이다. 질량과 광도의 단위는 각각 태양질량, 태양광도이다.

정확한 질량-광도 관계는 중심핵에서 표면으로 에너지가 얼마나 효율적으로 전달되는지에 의해 결정된다. 불투명도가 높으면 단열 효과로 인해 중심핵에 에너지가 많이 남아있고, 별이 정역학적 평형을 유지하기 위해 생산해야 하는 에너지의 양은 적다. 한편 불투명도가 낮으면 에너지가 별 바깥쪽으로 빠르게 탈출하기에 별은 평형을 유지하기 위해 더 많은 에너지를 생산해야 한다. 그런데 불투명도가 일정 이상 높아지면 대류를 통한 에너지 전달이 일어나고, 이로 인해 평형 유지 조건이 변한다.
질량이 큰 주계열성에서, 불투명도는 전자산란에 의해 지배된다. 전자산란은 온도 상승에 관계없이 거의 일정하고, 광도는 질량의 제곱에만 비례해 증가한다. 질량이 10 M☉ 이하인 별들의 경우 불투명도가 온도에 의존적이 되고, 광도는 별의 질량의 대략 네제곱에 비례해 변화하게 된다. 질량이 매우 작은 별들에서는 대기의 분자들도 불투명도에 영향을 미친다. 질량 0.5 M☉ 이하의 별에서는 광도가 질량의 2.3제곱으로 변한다. 이상을 종합하여 질량 대 광도 그래프를 그리면 오른쪽과 같은 형태가 된다. 상술한 세분화는 근사의 결과일 뿐이지만, 그래도 질량-광도 관계는 별의 조성에 의해 크게 좌우될 수 있다.

## 진화 궤적

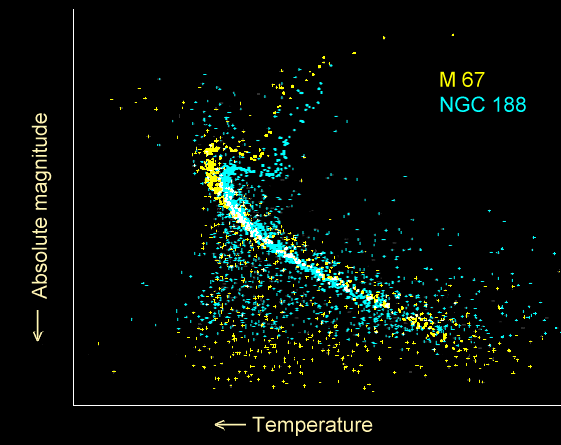
두 개의 산개성단의 색등급도를 한번에 나타낸 것. 나이가 더 많은 NGC 188(파란색)의 주계열 전환점이 메시에 67(노란색)보다 더 아래쪽에 있다. 두 성단의 주계열 곡선을 벗어나 분포한 점들은 대부분 배경 및 전경의 별들이며 성단과는 무관하다.

주계열성이 중심핵의 수소를 모두 소진하면 별의 바깥쪽으로 향하는 에너지 압력이 상실되고, 이에 따라 자체중력으로 인한 붕괴가 일어난다. 질량 0.23 M☉ 이하인 항성은, 중심핵의 수소 핵융합이 멈추면 바로 백색왜성이 될 것으로 생각된다. 질량이 그보다는 크고 10 M☉보다는 작은 항성은, 헬륨핵을 둘러싼 수소가 연소하면서 수소껍질을 형성한다. 그 결과 별의 외피층이 팽창하고 온도가 뚝 떨어져 적색거성이 된다. 이제 별은 주계열을 이탈해 거성열에 진입한다. 별이 색등급도 위에서 이동하는 궤적을 따라가면, 주계열의 오른쪽 위로 움직이는 것을 볼 수 있으며, 그 궤적을 진화궤적이라고 한다.
적색거성의 헬륨핵은 계속 붕괴하여 전자 축퇴압으로 유지되는 상태가 된다. 질량 0.5 M☉ 이상의 항성의 경우,
중심핵의 온도가 높아져 삼중 알파 과정을 통해 헬륨을 탄소로 핵융합할 수 있게 된다.
질량 5 ~ 7.5 M☉ 이상의 항성은 탄소보다 더 높은 원자번호의 원소들도 핵융합할 수 있다.
질량 10 M☉ 이상의 항성들은 핵융합이 계속된 결과 철까지 핵융합하고, 더 이상 핵융합을 할 수 없는 밀도가 매우 치밀한 중심핵을 형성한다. 그 중심핵은 중력 붕괴를 일으켜 바깥 층을 날려보내는데, 이것이 II형 초신성 또는 Ib형 초신성, Ic형 초신성에 해당한다.
성단의 별들은 동시에 형성되었다고 가정하면, 그 별들 각각의 수명은 각 별의 질량에 따라 결정된다. 가장 무거운 별들이 주계열을 먼저 떠나 거성으로 진화하고, 질량이 그보다 작은 별들이 점차적으로 주계열을 떠난다. 그래서 별들이 주계열을 떠나서 꺾이는 지점이 색등급도상에 나타나게 되는데, 이 점을 전환점이라고 한다. 전환점 위에 떨어지는 별의 주계열 수명을 알아내면 성단의 나이를 추산할 수 있다.

## 같이 보기
- 항성 핵합성
- 초기질량함수
- 진즈 불안정성
- 점근거성열

## 추천 문헌
1. Kippenhahn, Rudolf, 100 Billion Suns, Basic Books, New York, 1983.
2. Arnett, David, Supernovae and Nucleosynthesis, Princeton University Press, Princeton, 1996.
3. Bahcall, John N., Neutrino Astrophysics, Cambridge University Press, Cambridge, 1989.
4. Bahcall, John N., Pinsonneault, M.H., and Basu, Sarbani, "Solar Models: Current Epoch and Time Dependengces, Neutrinos, and Helioseismological Properties," The Astrophysical Journal, 555, 990, 2001.
5. Barnes, C. A., Clayton, D. D., and Schramm, D. N.(eds.), Essays in Nuclear Astrophysics, Cambridge University Press, Cambridge, 1982.
6. Bowers, Richard L., and Deeming, Terry, Astrophysics I: Stars, Jones and Bartlett, Publishers, Boston, 1984.
7. Chabrier, Gilles, and Baraffe, Isabelle, "Theory of Low-Mass Stars and Substellar Objects," Annual Review of Astronomy and Astrophysics, 38, 337, 2000.
8. Chandrasekhar, S., An Introduction to the study of stellar Structure, Dover Publications, Inc., New York, 1967.
9. Clayton, Donald D., Principles of Stellar Evolution and Nucleosynthesis, University of Chicago Press, Chicago, 1983.
10. Cox, J. P., and Giuli, R. T., Principles of Stellar Structure, Gordon and Breach, New York, 1968.
11. Fowler, William ., Caughlan, Georgeanne R., and Zimmerman, Barbara A., "Thermonuclear Reaction Rates, I," Annual Review of Astronomy and Astrophysics, 5, 525, 1967.
12. Fowler, William A., Caughlan, Georgeanne R., and Zimmerman, Barbara A., "Thermonuclear Reaction Rates, II, " Annual Review of Astronomy and Astrophysics, 13, 69, 1975.
13. Hansen, Carl J., Kawaler, Steven D., and Trimble, Virginia Stellar Interiors: Physical Principles, Structure, and Evolution, Second Edition, Springer-Verlag, New York, 2004.
14. Harris, Michael J., Fowler, William A., Caughlan, Georgeanne R., and Zimmerman, Barbara A., "Thermonuclear Reaction Rates, III," Annual Review of Astronomy and Astrophysics, 21, 165, 1983.
15. Iben, Icko, Jr, "Stellar Evolution Within and Off the Main Sequence," Annual Review of Astronomy and Astrophysics, 5, 571, 1967.
16. Iglesias, Carlos A, and Rogers, Forrest J., "Updated Opal Opacities," The Astrophysical Journal, 464, 943, 1996.
17. Kippenhahn, Rudolf, and Weigert, Alfred, Stellar Structure and Evolution, Springer-Verlag, Berlin, 1990.
18. Liebert, James, and Probst, Ronald G., "Very Low Mass Stars," Annual Review of Astronomy and Astrophysics, 25, 437, 1987.
19. Padmanabhan, T., Theoretical Astrophysics, Cambridge University Press, Cambridge, 2002.
20. Prialnik, Dina, An Introduction to the Theory of Stellar Structure and Evolution, Cambridge University Press, Cambridge, 2000.
21. Novotny, Eva, Introduction to Stellar Atmospheres and Interior, Oxford University Press, New York, 1973.
22. Shore, Steven N., The Tapestry of Modern Astrophysics, John Wiley AND Sons, Hoboken, 2003.